# Kleve (Dithmarschen)
|  | Per a altres significats, vegeu «Kleve». |

Kleve (en baix alemany Kleev bi Hennsteed) és un municipi de l'amt de Kirchspielslandgemeinden Eider al districte de Dithmarschen a Slesvig-Holstein a Alemanya. El 31 de desembre de 2011 tenia 415 habitants sobre una superfície de 12,75 km².

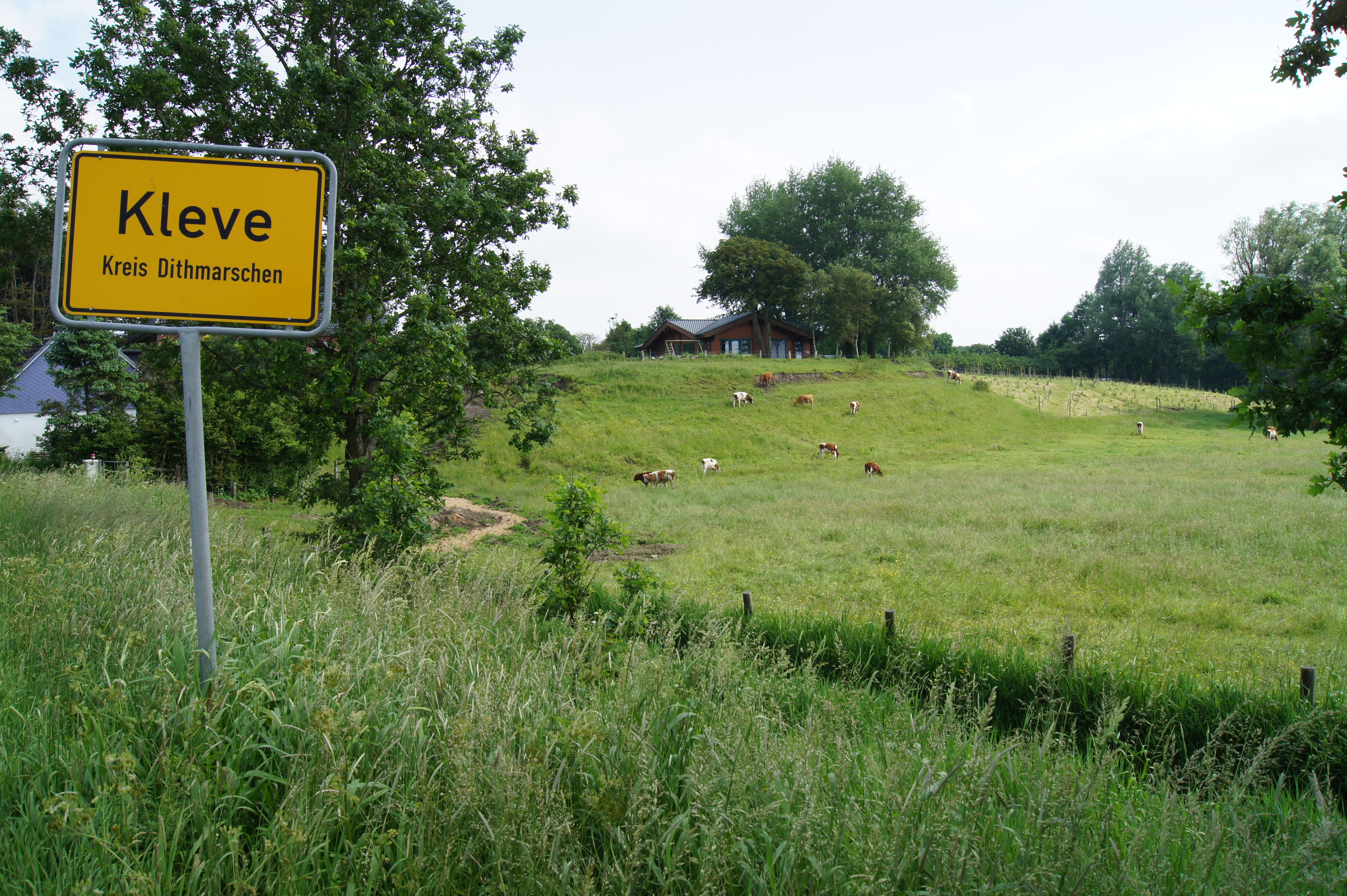
El marge del geest i del maresme

El poble es troba a la confluència del Broklandsau i de l'Eider, al terme del geest sorrós, entre Friedrichstadt 10 km més al nord i Heide 14 km al sud.
El primer esment de Kleve data del 1447, però nombroses troballes arqueològiques del Neolític i enllà proven la presència d'un assentament permanent molt més antic. El seu nom prové de la seva posició relativament elevada (12 msnn) al penya-segat (baix alemany Kleef, anglès cliff) del geest, un lloc d'estament en altitud antigament preferit com que era protegit de les aigües altes de l'Eider, que fins a la construcció dels primers dics el 1937 i la resclosa a la boca del riu a Weselburenkoog era sotmès als moviments de la marea. Tot i que els camps de conreu més fèrtils es troben avall als barris de Westermoor, Hehm i Nordfield, per causa del risc d'aigua alta, aquests van poblar-se molt més tard. L'ona blanca a l'escut és un símbol de la posició travessera entre el geest superior i el maresme. No hi passa cap carretera major.

## Llocs d'interès
- L'antic molí Reimersch (ara una casa privada)
- La resclosa de l'Eider al barri de Nordfeld
- El turisme rural i els senders per a vianants lents al marge de l'Eider i al Dithsmarscher Geest

Carrer Major
Monument a les víctimes de les dues guerres mondials
Antiga escola
Quarter dels bombers

## Persones de Kleve
- Johann Frahm (1901-1946), SS-Unterscharführer del Camp de concentració de Neuengamme i vice-comandant de l'extensió del camp a l'Escola del Bullenhuser Damm a la qual va mater l'abril 1945 20 nens jueus, un dels crims de la fase final més atroços.